# Pushkino (Armenia)
Pushkino (in armeno Պուշկինո?) è un comune di 411 abitanti (2001) della Provincia di Lori in Armenia.